# Ambiórix
Ambiórix fue el jefe de la tribu de los eburones, en el norte de la Galia, que combatió contra las legiones romanas mandadas por Julio César. 

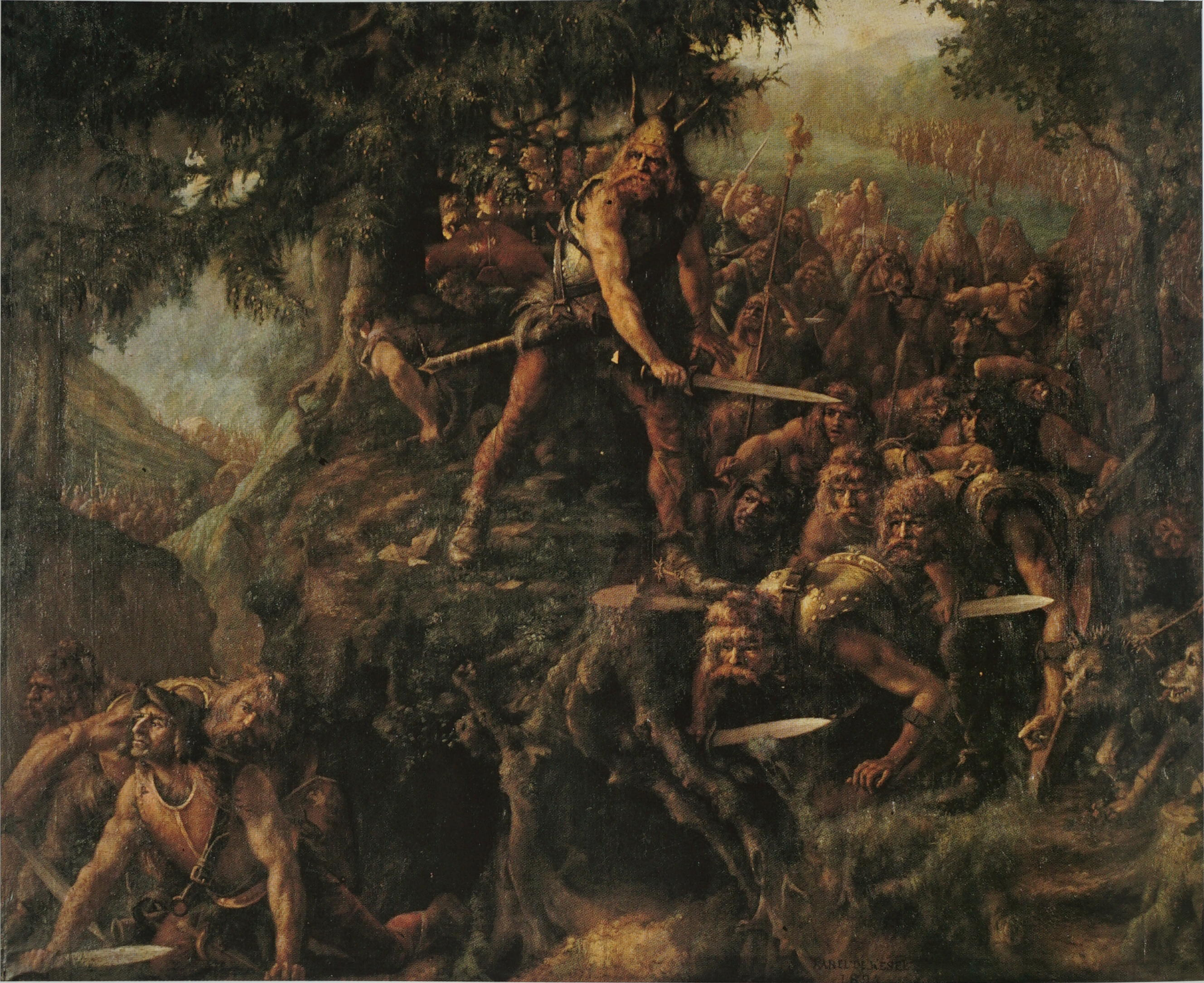
El caudillo galo Ambiorix, que se enfrentó y aniquiló a una legión romana.

## La trampa de Ambiórix
Ambiórix y su tribu atacaron y mataron a unos legionarios romanos que buscaban alimento fuera del campamento. Algunos soldados huyeron y se refugiaron en su fortaleza. Al ver Ambiórix lo arriesgado que suponía seguir el combate, decidió negociar con los jefes romanos y les ofreció como información que otras tribus planeaban atacar los campamentos romanos con ayuda de tribus germánicas que cruzarían el Rin. Para evitar el riesgo podían trasladarse y acumular fuerzas en otro lugar. Decidieron los romanos trasladarse y, cuando cruzaban un valle, Ambiórix les atacó y la tropa romana fue exterminada, salvo unos pocos que escaparon por el bosque y llegaron hasta el campamento de Tito Labieno. Cayeron una legión y cinco cohortes.

## La venganza de Roma
El Senado romano no toleró dicha provocación, pues además era una mala lección para las otras provincias, que podían creer que la poderosa República Romana podía ser vencida. En los años siguientes, un preparado ejército romano de 50 000 hombres arrasó el territorio. La pequeña tribu de los eburones fue perseguida y aniquilada por César, pero Ambiórix desapareció, probablemente cruzando el Rin, siendo tal vez su persecución lo que provocó el segundo paso a través del Rin por parte de Julio César, quien indica que algunos exploradores romanos le vieron acampar en las tierras de los suevos, pero justo antes de capturarle, este huyó hacia el norte y no pudieron ya dar con el rastro del mismo, que se supone tal vez murió asesinado por los mercenarios germánicos que le acompañaban.

## Héroe legendario
En sus Comentarios a la guerra de las Galias, Julio César menciona a Ambiórix y refiere dicha historia. También es popular la referencia al valor de las tribus belgas. Más en concreto, la cita es “De todos los galos, los belgas son los más fuertes”.
Cuando se instaura el Reino de Bélgica en 1830, se toma a Ambiórix como el primer héroe belga. La estatua erigida en el mercado de Tongeren en 1866 tiene un valor sobre todo simbólico. Con todo, el poblado que fue el origen de esta localidad es Atautuca Tongorum, citado por Julio César, y está considerado como la población histórica más antigua de Bélgica; de ahí que la estatua del héroe belga se haya erigido allí donde se encontraba el poblado que se enfrentó a las legiones romanas.